# Форвардний контракт
Фо́рвардний контра́кт — стандартний документ (договір, дериватив), який засвідчує зобов'язання особи придбати (продати) базовий актив у певний час та на певних умовах у майбутньому, з фіксацією цін продажу під час укладення такого контракту.
Базовим активом (предметом договору) можуть бути цінні папери, матеріальні або нематеріальні активи, а також кошти. Базовим активом може бути лише речі, що визначені родовими ознаками.

## Загальні положення
Форвардний контракт — це договір, що укладається сторонами про здійснення на поставки у майбутньому на умовах, визначених на момент його укладання. При цьому договір, для того, щоб вважатись форвардним контрактом, повинен мати всі встановлені законодавством реквізити.
Форвардний контракт, як й інші деривативи є потужним засобом планування здійснення поставок та одночасно виступає фінансовим та інвестиційним інструментом.
На відміну від ф'ючерсного контракту, всі умови форвардного контракту, зокрема ціна, погоджуються на момент його укладання. Надалі продавець зобов'язаний передати базовий актив за раніше погодженою ціною. За умовами форвардного контракту сторони несуть ризик зміни ціни на базовий актив (як в сторону збільшення, так і в сторону зменшення).
Форвардний контракт може бути укладений поза біржею.

## Термінологія
Відносно форвардних контрактів в Україні все ще не є усталеною термінологія. Так, такий документ може іменуватися:
- форвардний контракт,
- форвардна угода (у застарілих актах),
- відсотковий строковий контракт (форвард)[1],
- форвард[2].

## Правова природа форвардного контракту
В Українському законодавстві існує неоднозначне розуміння форвардного контракту з точки зору його правової природи, а саме:
- як цивільно-правовий договір стандартної форми[2],
- як різновид фінансового інструменту (разом із цінними паперами)[1].

В науковій літературі та у світовій практиці форвардний контракт досить часто розглядається як цінний папір (похідний цінний папір). Проте, за законодавством України відсутня обов'язкова вимога про розуміння форвардного контракту саме винятково як цінний папір — форвардний контракт відносять до фінансового інструменту, що має схожу з цінними паперами природу. Так, Національна комісія з цінних паперів та фондового ринку не здійснює правового регулювання випуску та обігу форвардних контрактів.

## Ознаки форвардного контракту
В будь-якому випадку форвардний контракт має такі ознаки:
- є фінансовим інструментом,
- є цивільним договором,
- є деривативом,
- має стандартну форму.

## Види форвардних контрактів
Форвардні контракти поділяються в залежності від базового активу на:
- ціннопаперові,
- товарні,
- грошові.

## Форма форвардного контракту
Форвардний контракт в будь-якому випадку укладається у письмовій формі та повинен містити всі передбачені законодавством реквізити. Оскільки форвардний контракт є договором, то на нього поширюються також вимоги цивільного законодавства щодо договору.
Форвардний контракт укладається у письмовій формі. Вимоги щодо певних бланків, на яких повинен був би друкуватись форвардний контракт не встановлені, так само немає вимог щодо обов'язкового нотаріального чи іншого посвідчення форвардного контракту.

## Вимоги до стандартної форми
Форвардний контракт повинен мати такі реквізити:
- назва контракту;
- сторони контракту;
- базовий актив контракту та його характеристики (емітент, вид цінного паперу, його номінальна вартість, термін обігу, інші відомості для цінних паперів; вид валюти - для коштів; асортимент - для інших товарів);
- кількість базового активу;
- вартість контракту;
- ціна виконання;
- термін виконання;
- порядок оплати придбаного (проданого) базового активу;
- відповідальність сторін у разі невиконання чи неналежного виконання зобов'язань, встановлених цим контрактом;
- порядок розгляду спорів, що виникають під час укладення та виконання контракту;
- адреси, підписи, печатки, реквізити банківських рахунків (для юридичних осіб) та паспортні дані (для фізичних осіб) сторін контракту.

## Законодавство
- Положення про вимоги до стандартної (типової) форми деривативів
- Форма форвардного біржового контракту на закупівлю Аграрним фондом зерна

## Виноски
1. 1 2  Пункт 20 статті 1 Закону України "Про цінні папери та фондовий ринок".
2. 1 2  Пункт 14.1.45 статті 14 Податкового кодексу України.
3. ↑  Мица Юрій Вікторович. "Правова природа похідних цінних паперів." Х.: дис. на здобуття наук. ступ. к.ю.н., 2006 р.